# Bassa de Jafre
Bassa de Jafre är en varm källa i Spanien.   Den ligger i provinsen Província de Girona och regionen Katalonien, i den östra delen av landet, 600 km öster om huvudstaden Madrid. Bassa de Jafre ligger 53 meter över havet.
Terrängen runt Bassa de Jafre är platt. Runt Bassa de Jafre är det ganska glesbefolkat, med 50 invånare per kvadratkilometer. Närmaste större samhälle är Girona, 19,1 km sydväst om Bassa de Jafre. Trakten runt Bassa de Jafre består till största delen av jordbruksmark.